# Don't Suppose
Don’t Suppose är ett musikalbum från 1984 av den brittiske musikern Limahl. Det var Limahls debut som soloartist efter att han hade lämnat gruppen Kajagoogoo.

## Låtlista
1. Don’t Suppose
2. That Special Something
3. Your Love
4. Too Much Trouble
5. Never Ending Story
6. Only For Love
7. I Was A Fool
8. The Waiting Game
9. Tar Beach
10. Oh Girl